# Stary Kamień (województwo podlaskie)
Stary Kamień – wieś w Polsce położona w województwie podlaskim, w powiecie wysokomazowieckim, w gminie Szepietowo.
W latach 1975–1998 miejscowość położona była w województwie łomżyńskim.
Wierni kościoła rzymskokatolickiego należą do parafii św. Stanisława Biskupa i Męczennika w Dąbrowie Wielkiej.

## Historia
W roku 1827 miejscowość liczyła 29 domów i 158 mieszkańców.
Pod koniec wieku XIX wieś w powiecie mazowieckim, gmina Szepietowo, parafia Dąbrowa-Wielka.
W 1921 r. naliczono tu 29 budynków z przeznaczeniem mieszkalnym oraz 175 mieszkańców (82 mężczyzn i 93 kobiety). Wszyscy podali narodowość polską.

## Obiektyzabytkowe
- zagroda:
  - dom drewniany z 1. połowy XX w.
  - stodoła drewniana z 1. połowy XX w.
  - spichlerz drewniany z 1. połowy XX w.
- spichlerz drewniany z roku 1900
- krzyż przydrożny, metalowy z cokołem kamiennym z 1885[10].